# 福島第一原子力発電所の用地取得
福島第一原子力発電所の用地取得（ふくしまだいいちげんしりょくはつでんしょのようちしゅとく）では、東京電力が福島第一原子力発電所の用地を取得した経緯について説明する。
なお、福島県双葉郡大熊町および双葉町にまたがる土地を選定した経緯は福島第一原子力発電所を参照のこと。

## 予定地の由来
かつての双葉郡熊町村（1954年に大野村と合併して大熊町）大字夫沢字長者ヵ原付近の高さ30m余りの海岸段丘上に広がる約3,000haが1939年（昭和14年）6月に買収され、民家11軒の移転の上で1940年（昭和15年）4月、熊谷陸軍飛行学校磐城分校を設置するための飛行場の建設が始まった。スコップを使って人力で整地していったため、請負業者の作業人夫の他に、双葉郡内外の青年団・消防団・愛国婦人会・学徒などを半ば強制的に勤労奉仕させる人海戦術によって工事が進められた。
1941年（昭和16年）4月に滑走帯が完成し、帝国陸軍の磐城飛行場（長者ヶ原陸軍飛行場）となった。1942年（昭和17年）春に宇都宮陸軍飛行学校磐城分校が発足し、1945年（昭和20年）2月に磐城飛行場特別攻撃教育隊として独立した。同年8月9日および10日に米軍の航空母艦艦載機による空襲を受けた。
終戦後、一部が農地として開拓された。1948年（昭和23年）、中央部以北が民間の国土計画興業（株）に払い下げられて天日式の塩田として使用、国鉄常磐線・長塚駅（現・JR常磐線・双葉駅）までパイプで送出して製品化した（1959年に操業停止）。また1948年（昭和23年）には塩田以外の土地も旧地主に払い下げられ、1950年（昭和25年）に植林がなされた。
1962年（昭和37年）、東京電力が当地を原子力発電所の建設候補地とし、1964年（昭和39年）に入ると用地買収交渉が開始された。沖合い800mに防波堤を建設して冷却用の海水を取水する計画となっていたため漁業権、更には予定地に存在する鉱業権などについても取得の必要があった。
1966年（昭和41年）着工。工事に際して国道6号から発電所までのアクセス道も当時の国道並に拡幅された。
なお1988年（昭和63年）、当地の経緯を記した「磐城飛行場跡記念碑」が兵舎の跡地される展望台に建立されたが、福島第一原子力発電所事故の発生により、汚染水タンク群の「G5エリア」の南側のり面の下に移設された。

## 用地取得
1963年頃の時点では所要面積は96万坪とされ、取得業務は下記のように区分された。
- 旧陸軍航空基地跡（30万5840万坪）：東京電力が直接国土計画興業から取得
- 一般民有地第一期（30万1042坪）：福島県開発公社が実務
- 一般民有地第二期（31万7670坪）：福島県開発公社が実務

買収交渉は1963年12月1日よりスタートした。1964年5月には両町合同の開発特別委員会に用地買収についての基本方針を説明し、協力を求めている。
地権者に対する交渉方法としては次の3案が出され、第3案の共同体制案で行く事となった。
1. 町長を表面に立て地権者と折衝
2. 公社が表に立って町と開発特別委員会がバックアップ
3. 公社と町が共同体制で交渉する

公社は直ちに事業説明を実施した方が今後の交渉が円滑に進むと判断し、公民館に地権者の参集を求めたところ、全員の出席を得た。『大熊町史』によればこの時の地権者との主な質疑は下記であった。
1. 放射能の安全性についての懸念：世界の原子力による平和利用状況を説明
2. 薪炭採草地の喪失：町長の責任において国有林の払い下げを強力に進める
3. 開拓農家の営農経営：土地代金以外の補償金をもって救済する
4. 買収土地価格の格差：原則として土地価格の格差は付けない
5. 税関係：特定公共事業の認定を受けるよう努力する[注 4]
6. 東京電力が直接買収する国土計画興業所有地の買収価格：民有地と同一価格で買収するように東京電力に確約させる

開発公社は交渉が長引けば問題が続出すると判断し、1964年7月には公民館に大熊町地権者290名を集め、町長立会いの下に個々に折衝し、全員から承諾書を取り付けた。買収価格としては付近の国道6号線の用地買収時に算定した価格や飛行場跡地を払い下げた時の計算を元にした価格が提示されたが、地権者からは低すぎるとの声があり、若干の金額をプラスして再度価格を提示した。第一期の買収は1965年8月に完了した。
1965年に入ると東京電力から双葉町側に30万坪の用地拡大希望が出され、これまでの交渉経過からこの対象となった双葉町の地権者は肯定的に捉え、承諾書の取り付けは問題なく行われた（農家も9戸ほど存在したが目立った反対運動はなかった）。第二期の買収は1967年3月に完了した。
二期に渡った約96万坪、320万平方メートルの買収に要した価格は約5億円で、この他社宅地その他として約8万平方メートルを買収している。その内訳は次のようになっている。
- 水田：110反
- 畑：324反
- 山林原野：2688反
- その他：18反

「東電・福島原子力発電所の用地交渉報告」（『用地補償実務例 第1』収載）によれば、96万坪の用地を取得していった時点で、4基程度の原子炉設置が計画されていたが、福島県の見込みとしては敷地の広大さから8基程度の建設が可能と考えていたことも記述されている。
小林健三郎によると当初計画した開発規模226万kW（46万kW×1基、60万kW×3基）で、当時既にプラントから600m以内は非居住区域と定められていたため、これに要する敷地面積を加算すると必要用地面積は1.13km2あれば十分であったが、第一期買収分がメートル法換算で1.8km2となったのは、用地買収交渉上の理由からであるという。

## 漁業補償
一方、漁業補償については用地買収に比較すると複雑な経過を辿った。その理由はこの付近の海域では漁業資源が豊富であり、相馬やいわきなど周辺地域の各漁港からも一本釣り、延縄、刺網などの入会漁船が多く、漁業権の買い上げ交渉に手間を要したためである。交渉が妥結したのは1966年12月16日で、発電所の海面沖1500m、横幅3500m、面積にして5.4万平方メートルの共同漁業権が消滅し、消滅補償・入漁補償合計約1億円の補償金が支払われた。支払い対象は直接3組合、入会5組合、隣接1組合の計9組合である。なお、漁業関係者から示された疑念としては排水による放射性物質の蓄積と温排水による悪影響であるが、安全性等の面から問題ない旨の説明が実施され解消を見た。

## 僻地での立地
また、このような僻地に発電所を設置した技術的な理由は、当時の日本の原子力発電所設置の考え方として「万一の原子炉設備の破壊事故により放射性物質の大気拡散時に周辺公衆に重大な災害を及ぼさない」ため「発電所敷地を高い人口地帯から出来るだけ離すことを必要」としたからであった。具体的には上述のように非居住区域の設定、立地も過疎地帯が選ばれた。福島県は関係情報を収集する目的もあり原子力産業会議に加盟したが、県企画開発部にて調査研究を担当した酒井信夫は非居住地の取り方について「事故発生後2時間以内に受ける線量25ミリレム以上の区域」として最低600mを示しているが、当時の大熊町では1200mの距離を取ることが可能とした。また、その周囲の低人口地帯の取り方について「人口二五,〇〇〇人以上の町の距離までは低人口地帯の外側境界までの距離の一．三三倍以上あること」と条件を設定、大熊町がその条件を満たすと結論した。
この用地取得が迅速に進んだ背景として原子力産業会議は：
1. 開発後進地域で現地当事者の希望が大であった。
2. 1957年に、大熊では早稲田大学・東京農業大学への委託で開発総合調査を実施しており、自主的に地域開発への歩みを進めていた上、部落も第二次世界大戦中に旧来のものを細分化して行政下部機関として改組した。
3. 隣接地区では精農家が多く、生産意欲が大きいため反対機運があったが、当地区では開拓農家が主体で生産力・定着力共に低かった。
4. 買収地区に一会社の遊休地が含まれていた。

を挙げているが、『大熊町史』では上記を取り上げた上で、次のような反論を掲げている事を付記しておく。

## 備考
鈴木智彦が建設業に転身した地元の元暴力団関係者に取材したところ、建設当時は地域社会と暴力団との結びつきは密接で、法律的な規制もほとんど存在しなかったという。上述のように地元の暴力団は収入源を常磐地域の炭鉱（1960年代までは日本有数の産炭地に近かった）に求めていたが、その炭鉱が閉山してく中で新たな利権として原子力発電所は地域を挙げて歓迎され、用地買収をつつがなく取り仕切るため、地元の取りまとめたとして活躍した者も居るのだという。取りまとめの際には（地元の大半が賛成状態とはいえ）「うるせえ奴を一発で黙らせる」という暴力団ならではの仕事もあった。また、土地の売却に当たってポイントとなったのは山林や田畑よりも墓地であり、これも寺社と打合せの上、檀家を取り統めて一括交渉であり、中間マージンを見返りに受け取っていた。ある集落の墓地を近隣に移転した際には、東電側が「住民票が3年以上ある人」を条件としたため、当初補償対象から漏れた家を含めるようにサポートし、感謝されたという。